# 북내초등학교
북내초등학교는 대한민국 경기도 여주시 북내면 당우리 소재의 공립 초등학교이다.

## 학교 연혁
- 1919년 10월 23일 북내공립보통학교 개교
- 1933년 5월 5일 6년제 인가
- 1938년 4월 1일 북내공립심상소학교로 개칭[1]
- 1941년 4월 1일 북내공립국민학교로 개칭[2]
- 1950년 6월 1일 북내국민학교로 개칭
- 1981년 3월 10일 병설유치원 개원
- 1986년 3월 1일 특수학급 개설
- 1994년 3월 1일 재택학교 2학급 인가
- 1996년 3월 1일 북내초등학교로 개칭[3]
- 1999년 7월 30일 교사 증축(교실 5실, 유치원실 2실)
- 2002년 12월 31일 체육관 준공
- 2003년 8월 16일 급식소 준공
- 2003년 2월 14일 제83회 졸업식(총 7,933명)
- 2003년 2월 14일 다목적 체육관 개관
- 2003년 3월 1일 본교 14학급(7, 재택 5, 유치원 2), 분교 12학급(주암 3, 운암 6, 도전 3), 유치원 2학급(주암 1, 도전 1) 편성
- 2005년 6월 13일 학교 숲 조성
- 2016년 3월 1일 본교 6학급, 특수 1학급, 분교 9학급(도전 3, 운암 3, 주암 3) 편성
- 2016년 9월 1일 제38대 신인균 교장 부임
- 2017년 2월 10일 제97회 졸업식(총 8,648명)
- 2017년 3월 1일 주암분교장 통폐합
- 2017년 3월 1일 본교 6학급, 특수 2학급, 분교 5학급(도전 2, 운암 3) 편성
- 2025년 3월 1일 운암분교장 통폐합

## 소속 분교장
- 도전분교
- 운암분교
- 주암분교

## 참고 자료
- 북내초등학교 - 한국교육학술정보원 학교알리미